# Романовы после 1917 года

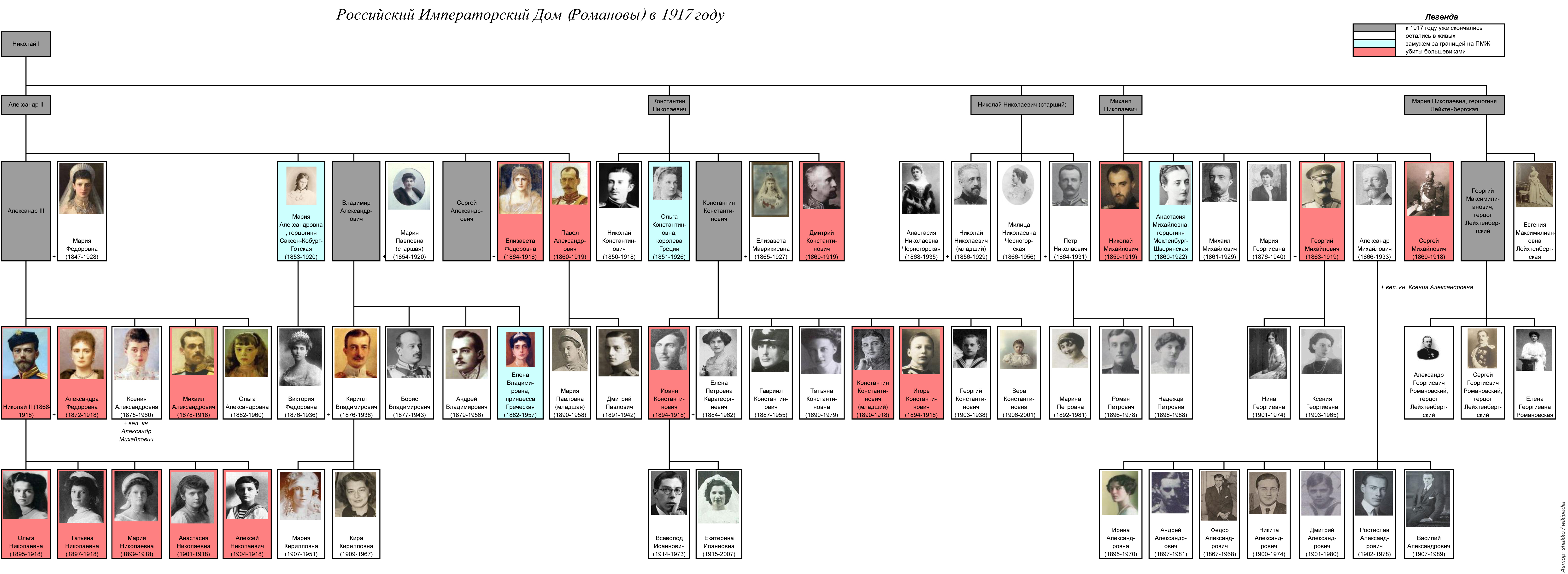
Российский Императорский Дом в 1917 году

Романовы после 1917 года, Дом Романовых в изгнании — история династии в эмиграции после революции 1917 года.
На начало 1917 года Российский Императорский Дом насчитывал 65 членов, 17 (11 мужчин) из которых были убиты в 1918—1919 годах в Перми, Екатеринбурге, Алапаевске и Петрограде. (Реальное число Романовых в империи было больше из-за морганатических браков).
Спасшиеся оказались в изгнании за границей (в основном — во Франции и США). В 1920-е—1930-е годы значительная часть представителей династии продолжала надеяться на крах советской власти в России и восстановление монархии.
По состоянию на октябрь 2022 года в живых насчитывается 11 потомков императора Николая I мужского пола. Имеется две кандидатуры на пост его главы — Мария Владимировна («Российский Императорский дом», «Кирилловичи»: Мария Владимировна с сыном Георгием Михайловичем) и Алексей Андреевич («Объединение членов рода Романовых» (все потомки императора Николая I по мужской линии, кроме «Кирилловичей»).
Все ныне здравствующие представители этого рода являются потомками четырёх сыновей Николая I, образовавшие генеалогические линии Дома Романовых: «Александровичи» (потомки Александра II), «Константиновичи» (потомки Великого Князя Константина Николаевича), «Николаевичи» (потомки Великого Князя Николая Николаевича Старшего) и «Михайловичи» (потомки Великого Князя Михаила Николаевича).

## 1917—1921 годы

### Семья на начало 1917 года
Приведённый ниже список представляет собой официальный перечень членов Российского Императорского Дома (без морганатических супругов) на 1 января 1917 года и заимствован из адрес-календаря за 1916 год.
1. Император Николай II, р. 1868.
2. Вдовствующая императрица Мария Фёдоровна, р. 1847.
3. Императрица Александра Фёдоровна, р. 1872.
4. Наследник-цесаревич Алексей Николаевич, р. 1904.
5. Великий князь Михаил Александрович, р. 1878.
6. Великая княгиня Мария Павловна, р. 1854.
7. Великий князь Кирилл Владимирович, р. 1876.
8. Великая княгиня Виктория Фёдоровна, р. 1876.
9. Великий князь Борис Владимирович, р. 1877.
10. Великий князь Андрей Владимирович, р. 1879.
11. Великая княгиня Елисавета Фёдоровна, р. 1864.
12. Великий князь Павел Александрович, р. 1860.
13. Великий князь Димитрий Павлович, р. 1891.
14. Великий князь Николай Константинович, р. 1850.
15. Великая княгиня Елисавета Маврикиевна, р. 1865.
16. Князь Иоанн Константинович, р. 1886.
17. Княгиня Елена Петровна, р. 1884.
18. Князь Всеволод Иоаннович, р. 1914.
19. Князь Гавриил Константинович, р. 1887.
20. Князь Константин Константинович, р. 1891.
21. Князь Игорь Константинович, р. 1894.
22. Князь Георгий Константинович, р. 1903.
23. Великий князь Димитрий Константинович, р. 1860,
24. Великий князь Николай Николаевич, р. 1856.
25. Великая княгиня Анастасия Николаевна, р. 1867.
26. Великий князь Пётр Николаевич, р. 1864.
27. Великая княгиня Милица Николаевна, р. 1866.
28. Князь Роман Петрович, р. 1896.
29. Великий князь Николай Михайлович, р. 1859.
30. Великий князь Михаил Михайлович, р. 1861.
31. Великий князь Георгий Михайлович, р. 1863.
32. Великая княгиня Мария Георгиевна, р. 1876.
33. Великий князь Александр Михайлович, р. 1866.
34. Великая княгиня Ксения Александровна, р. 1875.
35. Князь Андрей Александрович, р. 1897.
36. Князь Фёдор Александрович, р. 1898.
37. Князь Никита Александрович, р. 1900.
38. Князь Димитрий Александрович, р. 1901.
39. Князь Ростислав Александрович, р. 1902.
40. Князь Василий Александрович, р. 1907.
41. Великий князь Сергий Михайлович, р. 1869.
42. Великая княжна Ольга Николаевна, р. 1895.
43. Великая княжна Татьяна Николаевна, р. 1897.
44. Великая княжна Мария Николаевна, р. 1899.
45. Великая княжна Анастасия Николаевна, р. 1901.
46. Великая княгиня Ольга Александровна, р. 1882.
47. Великая княгиня Мария Павловна (младшая), р. 1890.
48. Княжна Мария Кирилловна, р. 1907.
49. Княжна Кира Кирилловна, р. 1909.
50. Княжна Вера Константиновна, р. 1906.
51. Княжна Марина Петровна, р. 1892.
52. Княжна Надежда Петровна, р. 1898.
53. Княжна Нина Георгиевна, р. 1901.
54. Княжна Ксения Георгиевна, р. 1903.
55. Княжна Екатерина Иоанновна, р. 1915.
56. Великая княгиня Мария Александровна, р. 1853.
57. Вдовствующая королева Греции Ольга Константиновна, р. 1853.
58. Великая княгиня Анастасия Михайловна, р. 1860.
59. Великая княгиня Елена Владимировна, р. 1882.
60. Княгиня Татьяна Константиновна, р. 1890.
61. Княгиня Ирина Александровна, р. 1895.
62. Князь Александр Георгиевич Романовский, герцог Лейхтенберг, р. 1881.
63. Князь Сергий Георгиевич Романовский, герцог Лейхтенберг, р. 1890.
64. Княгиня Елена Георгиевна Романовская, р. 1892.
65. Её императорское высочество Евгения Максимилиановна, р. 1845.

### Казни
В хронологическом порядке казней.

Романовы, их боковые линии и морганатические семейства в 1917 году

Российский Императорский дом в изгнании, их супруги и дети, родившиеся до конца Гражданской войны

1. Убийство Михаила Александровича (13 июня 1918 года)
  1. великий князь Михаил Александрович
2. Расстрел царской семьи (ночь с 16 на 17 июля 1918 года):
  1. император Николай II
  2. императрица Александра Фёдоровна
  3. великая княжна Ольга Николаевна
  4. великая княжна Татьяна Николаевна
  5. великая княжна Мария Николаевна
  6. великая княжна Анастасия Николаевна
  7. цесаревич Алексей Николаевич
3. Алапаевские мученики (ночь на 5 (18) июля 1918)
  1. великая княгиня Елизавета Фёдоровна;
  2. великий князь Сергей Михайлович;
  3. князь императорской крови Иоанн Константинович;
  4. князь императорской крови Константин Константинович (младший);
  5. князь императорской крови Игорь Константинович;
  6. князь Владимир Павлович Палей — сын великого князя Павла Александровича от его морганатического брака с Ольгой Пистолькорс (не член Дома)
4. Зарнекау, Алексей Константинович — морганатический сын принца Константина Петровича Ольденбургского. Расстрелян в Кронштадте 16 сентября 1918 года (не член Дома)
5. Расстрел великих князей в Петропавловской крепости (в ночь с 23 на 24 или с 29 на 30 января 1919)
  1. великий князь Георгий Михайлович 
  2. великий князь Николай Михайлович 
  3. великий князь Дмитрий Константинович
  4. великий князь Павел Александрович

### Изгнание
До начала 1920-х годов выжившие члены Российского Императорского дома и их морганатические и внебрачные родственники покидали границы страны различными способами. Двумя основными маршрутами стало бегство через Финляндию, либо через Чёрное море.
За рубежом к этому моменту уже проживали некоторые члены династии — великие княжны, выданные туда замуж:
- великая княжна Анастасия Михайловна вышла замуж за великого герцога Мекленбург-Шверинского Фридриха Франца III (1851—1897). Проживала в Швейцарии и Франции.
- великая княжна Елена Владимировна. Жена греческого королевича Николая.
- великая княжна Ольга Константиновна. Жена греческого короля Георга.

Кроме того, в Европе обосновались морганатические семьи — Юрьевские (во главе с вдовствующей Екатериной Долгорукой) и де Торби (семья великого князя Михаила Михайловича).
Несколько членов морганатических семей остались на родине (см. Оставшиеся в Советах).

## Жизнь в изгнании
Спасшиеся оказались в изгнании за границей (в основном — во Франции и США). В 1920—30-е годы значительная часть представителей династии продолжала надеяться на крах советской власти в России и восстановление монархии. Большинство из них испытывало значительные финансовые трудности.
Великая княжна Ольга Константиновна в ноябре-декабре 1920 года была Регентом Греции и приняла часть беженцев из России в Греции. В 1942 году двоим представителям Дома Романовых предлагали черногорский престол. Императрица Мария Фёдоровна вернулась на родину, в Данию, где королём был её племянник. Вместе с ней там обосновалась дочь Ольга с мужем Николаем Куликовским и двумя сыновьями (после 1948 года Куликовские-Романовы эмигрировали в Канаду). Кирилл Владимирович с женой и детьми первые 8 лет оставался в Финляндии, затем перебрался во Францию; его младшие братья с матерью и морганатическими семействами жили на юге Франции, на Ривьере, и позже в Париже. Там же жил Дмитрий Павлович и его сестра Мария Павловна (её с мужем Путятиным сначала ненадолго приютили румынские монархи), супруги Юсуповы, Гавриил Константинович, Николай Николаевич-младший и Петр Николаевич с женами-черногорками. На Ривьере жила княгиня Юрьевская, Анастасия Михайловна, Александр Михайлович, Федор, Никита и Ростислав Александровичи. Позже Мария Павловна жила в США и в Аргентине. Елизавета Маврикиевна в первые годы жила в Швеции с младшими детьми и внуками, позже её вдовая невестка Елена Петровна Сербская увезла своих детей Иоанновичей в Англию, где из ненависти к России вырастила их без знания русского языка. В Британии уже долгие годы проживал Михаил Михайлович со своей морганатической семьей де Торби (его дочери, выйдя замуж за англичан, стали предками нескольких нынешних герцогинь); пожив немного в Дании, там же поселилась Ксения Александровна, расставшаяся с мужем. Нина и Ксения Георгиевны жили в США, как и Василий Александрович. Андрей Александрович после Второй мировой войны обосновался в Австралии.

### Браки

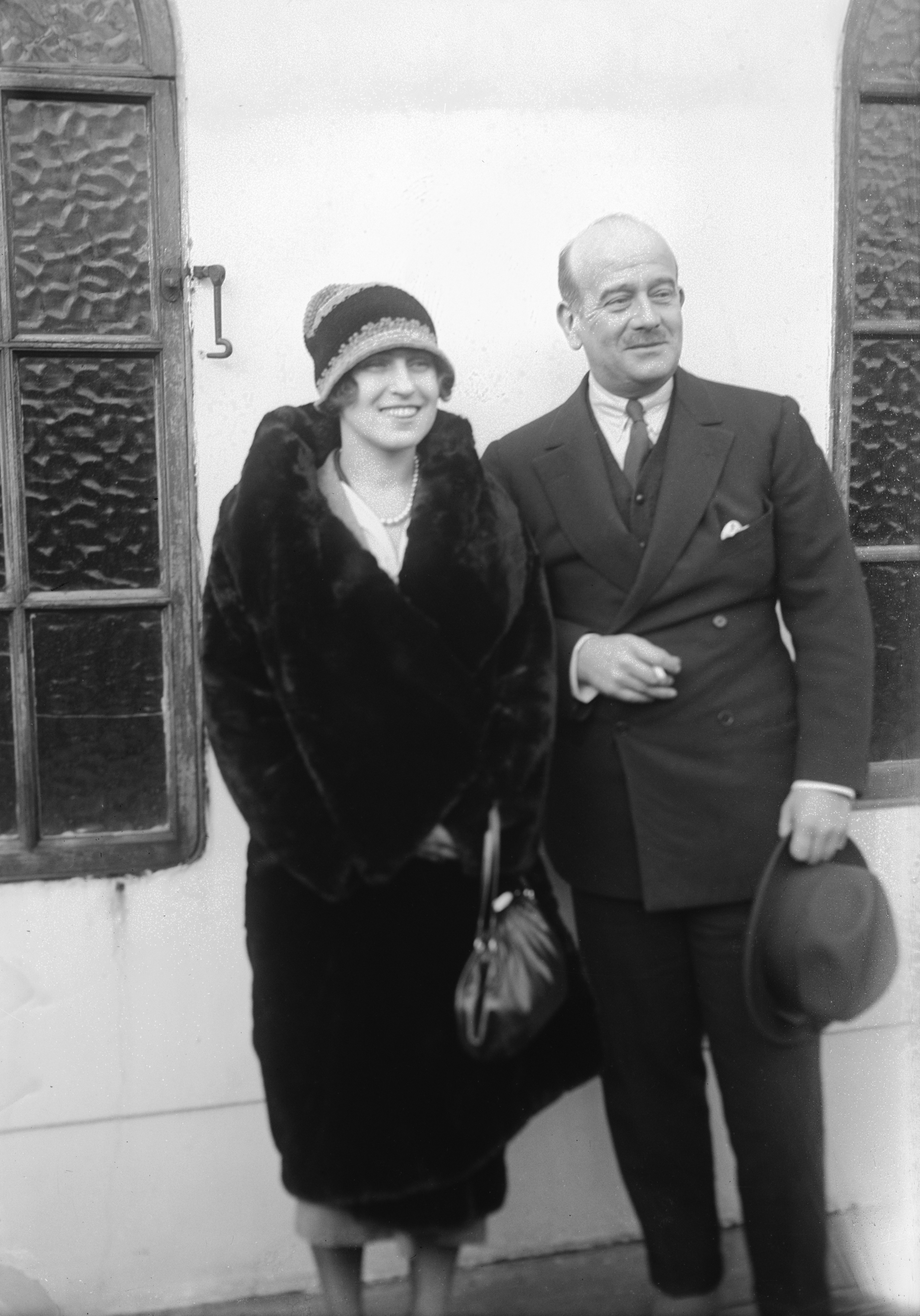
Борис Владимирович с женой Зинаидой Рашевской

Находясь в эмиграции, некоторые представители Императорского Дома заключили неравнородные браки со своими возлюбленными, последовавшими за ними в изгнание (например, балерины Кшесинская, Нестеровская, Рашевская). Младшее поколение, вывезенное детьми, вступало в брак как с представителями русского дворянства в эмиграции, так и с иностранцами. Следующие поколения практически полностью ассимилировались с местными жителями, сохраняя, однако, память о своем наследии.
Морганатические браки стали заключаться, так как эмигрировавшие Романовы не считали в новых условиях для себя обязательным неукоснительно следовать требованиям Учреждения о Императорской Фамилии, существовавшим на 1917 год. Согласно статье 188 этого Учреждения Великие Князья и Князья Императорской крови, вступавшие в морганатические браки не могли сообщить ни своим жёнам, ни своему потомству никаких династических прав (ни права престолонаследия, ни титулы, ни даже династической фамилии Романовых). Более того, Великим Князьям вообще запрещалось вступать в такие браки (для Князей крови такое запрещение было снято в 1911 г., но при условии отречения перед браком от прав престолонаследия).

### Старшинство в Императорском Доме
После расстрела в 1918 году в Екатеринбурге Николая II и его семьи, а также его брата Михаила Александровича, великий князь Кирилл Владимирович оказался старшим членом династии. 31 августа 1924 года он, несмотря на то, что Советский Союз уже был признан некоторыми государствами, на правах старшего представителя династии провозгласил себя императором Всероссийским под именем Кирилла I. Это решение было поддержано далеко не всеми русскими монархистами, указывавшими на участие Кирилла в Февральской революции и на то, что Николай II не признавал его брака (несмотря на то, что брак все-таки был признан и великий князь Кирилл Владимирович сохранил права на престол).
Существуют две части семьи Романовых, которые предлагают свои аргументы в свою пользу или против другой: общественная организация «Объединение членов рода Романовых» (все потомки императора Николая I по мужской линии, кроме «Кирилловичей») и «Российский Императорский дом» («Кирилловичи»: Мария Владимировна Романова с сыном Георгием Михайловичем), утверждающие, что Дом состоит из них двоих.
Мария Владимировна, как и все приверженцы «кирилловской» линии Романовых, считает любые претензии Андрея Андреевича на старшинство в роду нелегитимными, поскольку тот, по её мнению, происходит от неравнородного брака, и, следовательно, не имеет никаких прав члена императорской фамилии. А Андрей Андреевич, в свою очередь, не считается с правами Марии Владимировны, поскольку полагает, что она, как и ряд других современных членов дома Романовых, родилась в морганатическом (неравнородном) браке, сама же Мария Владимировна, как и её сторонники (легитимисты), считает иначе. Андрей Андреевич, возглавляя «Объединение членов рода Романовых» на главенство в Российском Императорском Доме не претендует, и по его мнению вопрос о монархии в России, как и о том, кто должен занять престол, должен решаться на всенародном референдуме.
|                                             | Объединение членов Дома Романовых                                                                                 | «Кирилловичи» |
| ------------------------------------------- | --- | --- |
| Имя главы                                   | Алексей Андреевич                                                                                                 | Мария Владимировна |
| Доводы в пользу главенства в роде Романовых | + Потомок по мужской линии. + Всеми потомками Романовых признается главой «Объединения членов рода Романовых».    | + Соответствие статьям 183—185 Свода законов Российской Империи при условии их широкого толкования. + Континуитет институции с 1924 года (то есть продолжение института императорства Кириллом Владимировичем путём провозглашением себя императором). + С 1989 года иных Романовых, рождённых в равнородных браках, нет (равнородность самой Марии Владимировны — под сомнением).  |
| Доводы против главенства в роде Романовых   | − Рожден в морганатическом браке. − Претензии на престол не предъявлял. − Придерживался республиканских взглядов. | − Женщины могут наследовать престол только при полном отсутствии наследников мужского пола (по Акту о престолонаследии). − Её дед женился на своей двоюродной сестре, что не по канонам Русской Православной Церкви. − Её отец женился на уже разведённой Леониде Георгиевне. − По мнению её противников, она рождена в ровно в таком же морганатическом браке, а не в равнородном. |

### Фамилия
Члены Императорского Дома, после Февральской революции «получившие» фамилию «Романов», продолжали её использовать за рубежом в различном написании латиницей, хотя некоторые сохранили прежнее императорское титулование (без фамилии).
Позже Кирилл Владимирович, считая себя главой Дома, ввел титул Романовские (светлейшие князья) для упомянутых выше морганатических жен и детей, однако большинство остальных Романовых эту идею проигнорировали. Лишь следующий за ним по старшинству Дмитрий Павлович, женившись на американке Одри Эмери, что было признано Кириллом морганатическим браком члена царствующего дома, принял от него для своей супруги и детей титул и фамилию князей Романовских-Ильинских (а также «вычеркнул» себя из линии наследования, что и привело к утверждению главой Общества третьего по очередности Николая Романовича).
Так, Матильда Кшесинская, ставшая в 1921 году женой великого князя Андрея Владимировича, пишет, что их внебрачный сын Владимир, официально усыновленный отцом после свадьбы, получил от Кирилла Владимировича в рамках этого указа титул светлейших князей Романовских-Красинских. Однако, как пишет балерина, «большинство не пожелало подчиниться этому указу, предпочитая продолжать именовать себя Романовыми. Андрей не хотел, чтобы Вова, единственный из семьи, не носил бы фамилии рода, к которому он принадлежит по крови. С войны Вова носит фамилию Романов».

### Планы на реставрацию
В российском эмигрантском монархическом движении было три основных течения: «кирилловцы», «николаевцы» и «младороссы». «Кирилловцы» (они же легитимисты) поддерживали великого князя Кирилла Владимировича, в 1924 году в связи с убийством императора Николая II, его сына и наследника Алексея Николаевича и отказом от престола Михаила Александровича, объявившего о принятии на себя прав и обязанностей Императора Всероссийского. «Николаевцы» (они же непредрешенцы) поддержали великого князя Николая Николаевича-младшего, заявившего о том, что форму правления определит «народ», а в случае выбора в пользу монархии тот же «народ» изберёт и монарха. «Младороссы» (Союз «Молодая Россия») собирались строить новую Россию «на монархическом фундаменте», но «учтя глубинные, неотвратимые процессы, произошедшие на Родине».
Высший монархический совет — монархическая организация, созданная русскими эмигрантами в 1921 году в Рейхенгаллье, вопрос о престолонаследии был признан несвоевременным, поскольку не исключалось возможность спасения императорской семьи. На съезде бесспорным авторитетом среди русских монархистов была признана вдовствующая императрица Мария Фёдоровна.
В 1921 году в Париже бывшими офицерами Российской императорской армии создан и зарегистрирован Союз ревнителей памяти императора Николая II.
Российский имперский союз-орден — 8 октября 1929 года в Париже группа русских офицеров-эмигрантов создала монархическую группу, поставившую своей целью восстановление в России императорской власти.

### Финансы

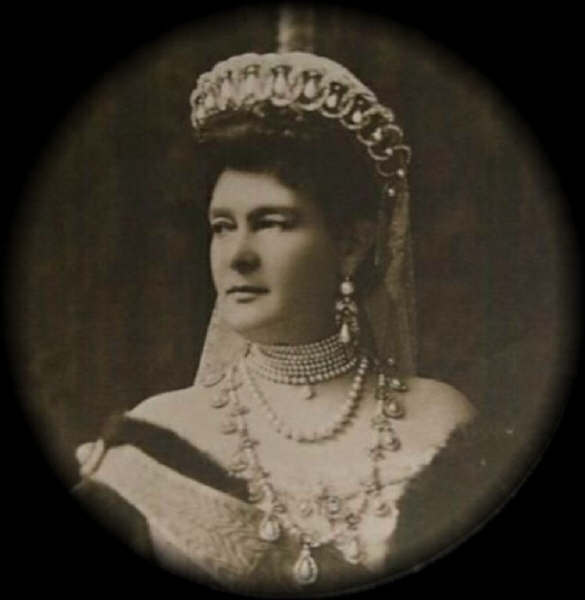
Владимирская тиара Марии Павловны была выкуплена британским королевским семейством и являлась одной из любимых драгоценностей Елизаветы II

Недостаточное количество зарубежных активов, оставшихся с дореволюционных времен, невозможность постоянно пользоваться помощью зарубежной родни, а также лишь небольшое количество вывезенных драгоценностей привели многих к настоящей черте бедности.
Так, великая княгиня Мария Павловна Младшая некоторое время занималась изготовлением вышивки и кружев, заведовала кооперативом по их производству, работала фотографом для журналов мод; княжна императорской крови Ирина Юсупова с мужем Феликсом создали дом моды Irfé, дочь великого князя Павла Александровича Наталья Палей стала известной манекенщицей и женой модельера. Вообще, историк моды Александр Васильев в своей книге «Красота в изгнании» отмечает крайне большой вклад, который Романовы внесли в развитие довоенной парижской моды.
Были и другие занятия: 50-летняя Матильда Кшесинская из-за разорения семьи была вынуждена вернуться в балет и открыла школу (содержа мужа и сына — последний, впрочем, подрабатывал на велосипеде винным коммивояжером). Великий князь Дмитрий Павлович на склоне лет был в США виноторговцем, Князь Всеволод Иоаннович жил в Англии и работал по винодельной части. Сын Великого князя Николая Константинович Александр Искандер работал в Париже таксистом. Ольга Александровна, сестра императора Николая II, подрабатывала живописью. Дочь императора Александра II княгиня Екатерина Александровна Юрьевская зарабатывала концертным пением, и одно время ей аккомпанировал молодой пианист Дмитрий Тёмкин.
Некоторые свои драгоценности смогла вывезти вдовствующая императрица Мария Фёдоровна — после её кончины они были разделены по завещанию между её потомством и ненадолго облегчили их жизнь. Великая княгиня Мария Павловна Мекленбург-Шверинская часть своих драгоценностей сумела возвратить после поистине авантюрного романа — английский посланник специально наведывался во Владимирский дворец в революционном Петрограде и простукивал стены.
Книги мемуаров написали: Мария Павловна, Кирилл Владимирович, Андрей Владимирович, Александр Михайлович, Ольга Александровна, Гавриил Константинович; из супругов — Матильда Кшесинская, Феликс Юсупов, Ольга Палей. Рассказы на основе своих воспоминаний опубликовал морганатический сын Александр Искандер. Юсуповы смогли отсудить у одной голливудской студии приличную сумму по делу об оскорблении чести и достоинства за то, как они были выведены в фильме-поделке о Распутине.

### Самозванцы
Засекреченные обстоятельства казни царской семьи привели к большому количеству слухов о том, что они на самом деле выжили, что наполнило Европу и Штаты огромным количеством самозванцев, наиболее известной из которых является Анна Андерсон («Анастасия»). Романовы-эмигранты встречали некоторых из них с надеждой и даже признавали за подлинных.
Потомки некоторых из них продолжают добиваться возвращения себе «законного имени» или даже российской императорской короны. По разным расчётам, всего романовских самозванцев, пользовавшихся бо́льшим или меньшим успехом у своих поклонников во всем мире насчитывалось около 230 человек.

### Семья во время Второй Мировой войны

#### На стороне стран нацистского блока
Незадолго до начала Второй мировой войны, в 1938 году, Владимир Кириллович Романов отвергал предположения, что он мог бы стать «регентом Украины», не желая отторгать Украину от общей страны, которую он всё ещё считал Российской империей. Такие предположения возникали в среде русской эмиграции в Париже, которая надеялась, что нацистская Германия поможет возвести на престол Великого Князя Владимира, как Правителя Украины в изгнании, и тем самым ослабить Советский Союз.
После начала операции «Барбаросса» немцы были заинтересованы в поддержке войны против Советского Союза со стороны бывших участников Белого движения, среди которых было немало монархистов. Поэтому предпринимались попытки склонить главного претендента на российский престол к сотрудничеству. В начале 1941 года в эмигрантской среде широко обсуждалось «воззвание» Владимира Кирилловича к эмигрантам, в котором тот призывал присоединиться к «крестовому походу против коммунизма-большевизма». Однако Третий рейх запретил распространение этого акта, равно как и любое иное самостоятельное проявление политической воли, под угрозой интернирования автора, а Риббентроп отдельно указал на необходимость усиления наблюдения за великокняжеской семьёй. Более того, в 1942 году Владимир Кириллович, согласно некрологу газеты New York Times, отказался поддержать воззвание к русской эмиграции и поддержать немецкую кампанию на Востоке, за что был арестован.
В 1944 году его перевезли в Германию в замок Аморбах в Баварии, который принадлежал мужу его старшей сестры Марии Кирилловны — Карлу III Лейненгенскому. Там он фактически находился под домашним арестом вплоть до мая 1945 года. В ночь со 2 на 3 мая 1945 года Владимир Кириллович прибыл в княжество Лихтенштейн, опасаясь возможного ареста со стороны солдат Красной Армии, однако ему и его свите, в отличие от 1-й Русской Национальной Армии, было отказано в убежище, и они убыли обратно в Австрию.
В годы Второй мировой войны некоторые близкие родственники этой ветви Романовых служили в вооруженных силах нацистской Германии:
- муж Марии Кирилловны (старшей сестры Владимира Кирилловича), князь Карл III Лейнингенский служил в кригсмарине, в 1945 году был взят в советский плен, где умер 2 августа 1946 года в лагере для военнопленных в Саранске (Мордовская АССР).
- муж Киры Кирилловны (второй сестры Владимира Кирилловича), принц Луи Фердинанд Прусский был капитаном люфтваффе, но в военных действиях участия не принимал, был арестован СС по делу «20 июля» — покушение на Адольфа Гитлера.
- отец мужа Марии Владимировны (единственной дочери Владимира Кирилловича, дед Георгия Михайловича), принц Карл Франц Прусский служил лейтенантом в механизированном дивизионе вермахта, был награждён Железным крестом. Воевал на польском фронте[18].

#### На стороне стран антигитлеровской коалиции
Во время Второй мировой войны находившиеся в Великобритании представители Романовых несли службу в британских вооружённых силах, а также во внутренних частях, ликвидируя последствия налётов люфтваффе. Так, князь Всеволод Иванович (1914—1973) во время войны тушил пожары на крышах лондонских домов, куда сбрасывались зажигательные бомбы, а также помогал лишившимся крова; его первая супруга княгиня Мария (1910—1982) во время войны работала медсестрой в Красном Кресте и выезжала на «скорой помощи» в разбомбленные районы Лондона. Ксения Андреевна (1910—2000), дочь князя Андрея Александровича, работала сестрой милосердия в русском благотворительном обществе для бедных. Дмитрий Александрович (1901—1980), сын великого князя Александра Михайловича, служил офицером добровольческого резерва ВМС Великобритании, участвовал в Дюнкеркской операции. Его племянники, сыновья князя императорской крови Андрея Александровича, также состояли в ВМС Великобритании:
- Михаил Андреевич (1920—2008) служил лейтенантом добровольческого резерва флотской авиации в Австралии[19].
- Андрей Андреевич (1923—2021) служил матросом во флоте, участвовал в сопровождении арктических конвоев до Мурманска и высадке в Нормандии[19]. Он же стал первым из Романовых, побывавших в СССР: во время пребывания в Мурманске работал переводчиком[20]. По его словам, все русские эмигранты и все Романовы морально поддерживали Красную Армию в борьбе против фашистов[19].

Из представителей Романовых, осевших в Италии, выделились князь Роман Петрович (1896—1978) и его сын Николай (1922—2014), которые отказались принять титул «короля Черногории» (марионеточное государство) и выступили против Национальной фашистской партии. Ещё одна представительница Романовых, великая княгиня Милица Николаевна (1866—1951), на протяжении девяти месяцев в 1943 году скрывалась от фашистов в Ватикане.
В Армии США проходил службу князь Василий Александрович (1907—1989), младший сын великого князя Александра Михайловича и великой княгини Ксении Александровны; работал на судах у калифорнийского побережья.
Последняя из законнорождённых и прямых потомков Романовых Наталья Николаевна Андросова, урождённая Искандер-Фурманова, во время Великой Отечественной войны работала водителем грузовика, перевозя продовольствие на передовую и участвуя в тушении пожаров в Москве.

### Объединение членов рода Романовых
В 1979 году была основана организация «Объединение членов рода Романовых», в настоящее время объединяющая большинство представителей рода Романовых (кроме «Кирилловичей»). Глава ассоциации с 2023 года — Ростислав Ростиславович Романов.

## Новая эпоха

### Реакция на распад СССР и политическая деятельность
Распад СССР символизировал для Романовых, с одной стороны — как крушение коммунистического строя, с другой — раскол единого государства и отторжение бывших земель Российской империи. В 1992 вице-президент Александр Руцкой привёл в Успенский Собор юного Георгия Михайловича и попытался провести его на Царское место. Этому воспротивилась пожилая музейная служительница и он сказал ей: «Это наш будущий Царь», на что она ответила: «Вот когда будет, пусть идёт», и претенденту не удалось посидеть на Царском месте.
В 2015 году князь Димитрий Романович и княгиня Феодора Алексеевна стали первыми представителями дома Романовых, посетившими Крым после его аннексии в 2014 году.

### Деятельность по реабилитации
В декабре 2005 года в Генеральную прокуратуру РФ обратилась проживающая в Испании Мария Владимировна с просьбой признать Николая, его жену и детей жертвами политических репрессий. В июне 2009 года Генеральная прокуратура РФ приняла решение о реабилитации ещё шести членов семьи Романовых — Михаила Александровича, Елизавету Федоровну, Сергея Михайловича, Иоанна Константиновича, Константина Константиновича и Игоря Константиновича.

### Участие в экспертизах
Для сравнительного анализа генетической последовательности Николая II при изучении останков расстрелянной царской семьи криминалистами были использованы данные теста Мт-ДНК его племянника — Т. Н. Куликовского-Романова (сына Ольги Александровны), полученные после долгих уговоров.
Поскольку Т. Н. Куликовский-Романов являлся ближайшим оставшимся в живых в начале 1990-х годов родственником императора Николая II, его генетический материал должен был быть веским аргументом в деле идентификации останков Императорской семьи. При жизни Куликовский-Романов отказался предоставлять такой материал экспертам, считая, что расследование ведётся не на должном уровне, некомпетентными людьми и организациями и незадолго до смерти даже выступил с публичным протестом против попыток «выдать за Останки Царственных Мучеников безвестные кости, обнаруженные в одном из Уральских захоронений». Однако образцы его крови, взятые во время операции, были сохранены женой Ольгой и переданы для исследования российскому эксперту Е. И. Рогаеву. Исследования Рогаева показали стопроцентную вероятность родства между Т. Н. Куликовским-Романовым и человеком, которому принадлежал «скелет № 4» — останки Николая II.
Новые дискуссии по поводу генетического материала Куликовского-Романова и того, как им распоряжаются наследники, вызвало обнаружение останков детей Николая II — Марии и Алексея.

### Перезахоронения
- Кирилл Владимирович и его жена Виктория Фёдоровна (1995): 7 марта останки были торжественно перезахоронены в великокняжеской усыпальнице Петропавловского собора Санкт-Петербурга. (Их сын Владимир Кириллович, скончавшийся в 1992 году, был сразу похоронен там же; в 2010 году там же была погребена его жена Леонида Георгиевна).
- Мария Фёдоровна (2006): В 2004—2005 гг. между российским и датским правительством было достигнуто соглашение о переносе останков датской принцессы Марии Фёдоровны, скончавшейся на родине — из Роскилле в Петропавловский собор в Санкт-Петербурге, где она завещала похоронить себя рядом с мужем Александром III. 22 сентября 2006 года в 18:00 по местному времени в крипте Кафедрального собора в Роскилле делегацией Русской православной церкви Московского патриархата, состоящей из епископа, трёх священников, диакона и мужского хора, было совершено заупокойное богослужение в присутствии представителей Русской православной церкви за границей, членов датской королевской семьи, датского правительства и официальной делегации из России. 28 сентября гроб с останками императрицы Марии Фёдоровны был захоронен в соборе святых Петра и Павла Петропавловской крепости рядом с могилой её мужа Александра III. После этого патриарх Московский и Всея Руси Алексий II и митрополит Санкт-Петербургский и Ладожский Владимир бросили на гроб горсти датской земли, специально переданной для церемонии Маргрете II. Потомки семьи Романовых по очереди бросили горсти земли в могилу.
- Николай Николаевич Младший и его жена Анастасия Черногорская (2015): в 2014 году внучатые племянники Николая Николаевича князья Николай Романович и Димитрий Романович обратились к правительству России с просьбой о перезахоронении останков великого князя Николая Николаевича и его супруги в России. Идею о перезахоронении поддержал спикер Государственной думы РФ С. Е. Нарышкин[24]. 1 декабря 2014 года премьер-министр РФ Д. А. Медведев подписал указ о создании межведомственной рабочей группы по организации церемонии переноса из Франции и захоронения в Москве праха великого князя Николая Николаевича и его супруги великой княгини Анастасии Николаевны. Церемония перезахоронения праха бывшего верховного главнокомандующего и его жены состоялась 30 апреля 2015 года. Похороны прошли в часовне в честь Преображения Господня, на Братском воинском кладбище[25][26].

### Благотворительность
Внук Александра III от дочери Ольги Куликовский-Романов, Тихон Николаевич и его жена Ольга в 1991 году организовали благотворительный Фонд «Программа помощи России» имени Ея Императорского Высочества Великой Княгини Ольги Александровны, своей свекрови. С этого момента постоянно бывает в России, лично участвуя в оказании помощи больницам, приютам, организациям, отдельным людям. После смерти мужа в 1993 году Ольга возглавила деятельность Фонда.
В восстановление музея Палаты бояр Романовых внес финансовый вклад правнук великой княгини Ольги (сестры Николая II) Пол Эдвард Куликовский.
Ростислав Ростиславович (р. 1985) рассказывает:
Я единственный из всех Романовых бываю в России, поэтому главное мое дело – представлять здесь Дом Романовых, а также наш благотворительный Фонд, который помогает детским домам. Мы взяли на себя один дом для глухонемых (...) В России я делаю, в общем-то, две вещи: работаю и представляю Дом Романовых. Я один из самых молодых наследников нашего рода, и находиться здесь, на своей исторической родине, для меня большая честь.

### Ныне живущие

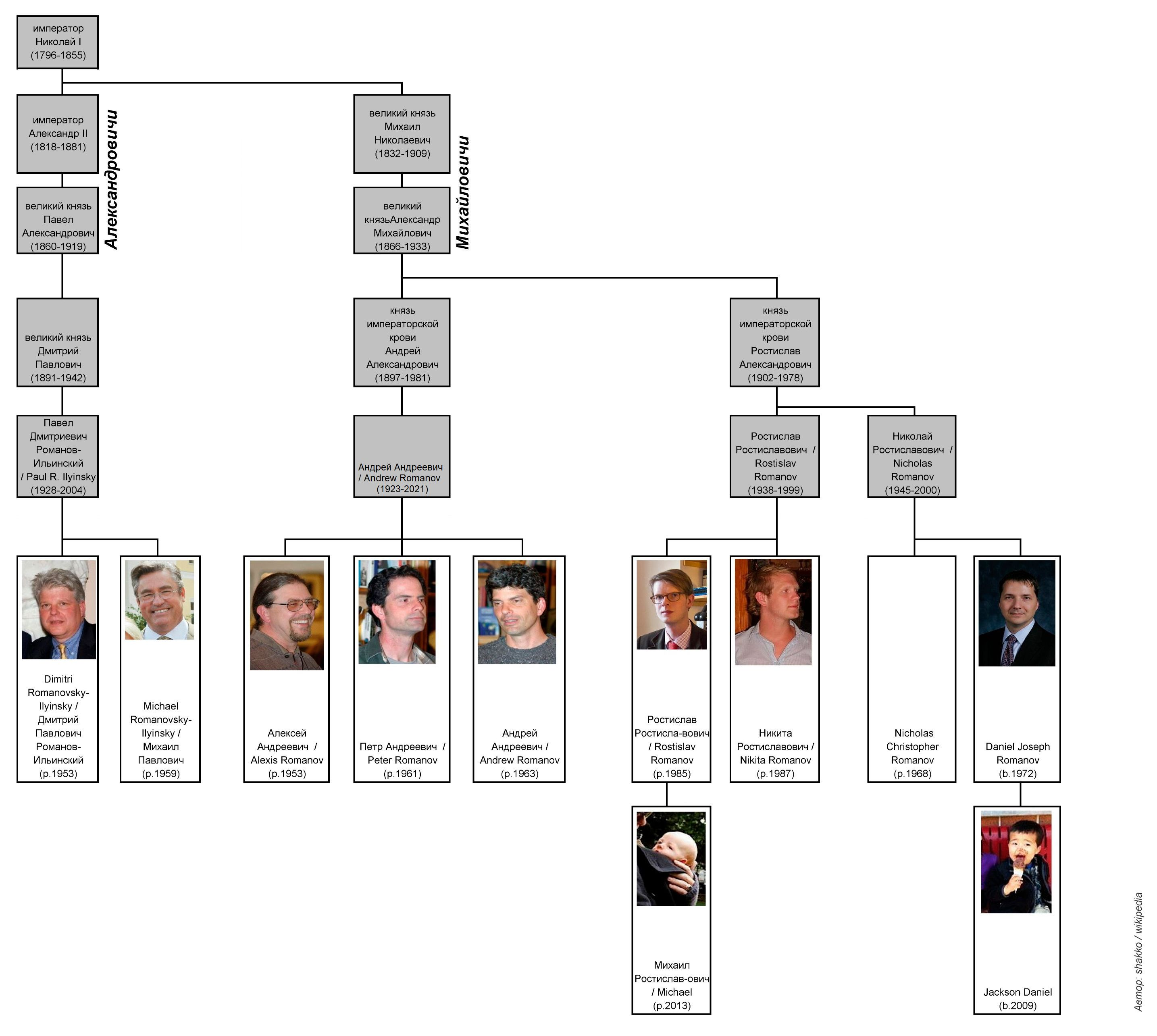
Ныне живущие Романовы мужского пола на 2021 год

Основная статья: Список ныне живущих Романовых
В начале XXI века все ныне живущие потомки Романовых мужского пола происходят от сыновей Николая I:
1. Александровичи, потомки Александра II. По прямой мужской линии в этой ветви имеются только два ныне живущих представителя — братья князья Дмитрий и Михаил Павловичи Романовы-Ильинские. По женской линии на главенство среди Романовых претендуют праправнучка Александра II, Мария Владимировна, со своим сыном Георгием. К этой же ветви относятся морганатические потомки Александра II от второго брака — князья Юрьевские, в частности правнук Александра II князь Георгий Александрович Юрьевский.
2. Константиновичи, потомки Константина Николаевича. По мужской линии ветвь пресеклась в 1973 году со смертью князя Всеволода Иоанновича, последняя женская представительница линии, княгиня Екатерина Иоанновна (сестра Всеволода Иоанновича), скончалась в 2007 г.
3. Николаевичи, потомки Николая Николаевича Старшего. По мужской линии ветвь пресеклась в 2016 году со смертью князя Димитрия Романовича.
4. Михайловичи, потомки Михаила Николаевича. К этой ветви принадлежат все остальные ныне живущие Романовы мужского пола.

### Планы о возвращении в Россию
Некоторые представители законодательной власти российских регионов планируют предоставить один из дворцов дому Романовых в качестве резиденции

## Списки
- Список Романовых в эмиграции — полный список Романовых, родившихся до 1917 года и эмигрировавших после революции, а также их потомства, с биографическими справками.
- Список Романовых, родившихся после революции
- Список ныне живущих Романовых
- Поколенная роспись Романовых с 1762 года до настоящего времени
- Изгнание Романовых

## В искусстве
- «Корона Российской империи, или Снова неуловимые»: комическое изображение вымышленных Романовых-эмигрантов, прототипами которых являются великий князь Кирилл Владимирович («волосатый император») и великий князь Николай Николаевич Младший («лысый император»).
- «12 стульев»: «Вы, надеюсь, кирилловец?» — спрашивает Остап Бендер слесаря Полесова. Таким образом он дает понять, что якобы действует в интересах великого князя Кирилла Владимировича (провозгласившего себя в 1924 году императором).